# Грозовой перевал (фильм, 1970)
«Грозово́й перева́л» (англ. Wuthering Heights; Великобритания, 1970) — экранизация романа Эмили Бронте «Грозовой перевал».
Мишель Легран, композитор фильма, был номинирован на соискание премии «Золотой глобус» в категории «Лучший оригинальный саундтрек» в 1971 году.

## Сюжет
Фильм начинается со сцены похорон Кэтрин Эрншо, на которой присутствуют близкие умершей, в том числе любящий муж Эдгар Линтон. За всем этим действом с холма наблюдает всадник. Имя этого человека — Хитклифф, он сводный брат Кэтрин.
Далее перед зрителем разворачивается история дружбы и любви двух созданий, возросших на лоне природы, таких же диких, как вереск на склонах холмов вокруг их дома. Кэтрин и Хитклифф выросли под одной крышей, у них был один отец, воспитавший их, но этих двух разделяет социальное неравенство, которое и становится камнем преткновения в их дальнейших отношениях. Помимо прочего, Кэтрин сама выбирает жизнь в роскоши, не задумываясь о том, что Хитклиффа может глубоко ранить её выбор, так как он — нищий, с одной только любовью к ней за душой.

## В ролях
- Тимоти Далтон — Хитклифф
- Анна Колдер-Маршалл[англ.] — Кэтрин Эрншо
- Гарри Эндрюс — мистер Эрншо
- Розали Кратчли[англ.] — миссис Эрншо
- Джуди Корнуэлл[англ.] — Нелли Дин
- Джеймс Коссинс[англ.] — мистер Линтон
- Памела Браун — миссис Линтон
- Хилари Дуайер[англ.] — Изабелла Линтон
- Джулиан Гловер — Хиндли Эрншо
- Мораг Худ[англ.] — Фрэнсис Эрншо
- Иэн Огилви[англ.] — Эдгар Линтон
- Хью Гриффит — доктор Кеннет
- Обри Вудс[англ.] — Джозеф